# Мир юрского периода: Господство (саундтрек)
«Мир ю́рского пери́ода: Госпо́дство» (оригинальный саундтрек) — саундтрек к фильму «Мир юрского периода: Господство» (2022), написанный Майклом Джаккино. Джаккино записал саундтрек в течение 10 дней на студии «Эбби-Роуд» в Лондоне в течение апреля-мая 2021 года. В связи с пандемией COVID-19 контроль за работой над саундтреком осуществлялся дистанционно через Интернет. Как и в предыдущих саундтреках серии фильмов «Мир юрского периода», Джаккино добавил тему Джона Уильямса из «Парка юрского периода». Альбом был выпущен в цифровом формате в Dolby Atmos лейблом Back Lot Music 3 июня 2022 года.

## Разработка
В марте 2020 года композитором фильма «Мир юрского периода: Господство» был объявлен Майкл Джаккино, создавший музыку к предыдущим фильмам трилогии «Мир юрского периода». Запись саундтрека проходила в английской студии «Эбби-Роуд» в течение 10 дней в конце апреля—начале мая 2021 года. Из-за пандемии COVID-19 музыка была записана дистанционно с оркестром из 100 человек, а режиссёр Колин Треворроу руководил музыкальными сессиями в режиме онлайн. Джаккино поделился несколькими фотографиями и видеороликами с сессии записи, чтобы завысить ожидания поклонников о саундтреке. Набор музыкальных тем был создан с использованием MIDI, чтобы «не было ощущения, что это играет оркестр».
Сведение саундтрека было сделано в Калифорнии. Как и в предыдущих частях «Мира юрского периода», в музыке звучит тема «Парка юрского периода» Джона Уильямса. Джаккино представил реплику «2m19a: Alan For Granted», подтверждающую возможность создания отдельной темы для Алана Гранта, который вновь появляется в «Господстве». Несмотря на главную роль в оригинальной трилогии «Парк юрского периода», Уильямс не сочинил главную тему или лейтмотив для персонажа, в то время как Дон Дэвис использовал тему «Парка юрского периода» для представления персонажа Гранта в своём саундтреке для фильма «Парк юрского периода III» (2001). После возвращения персонажа во франшизу Джаккино решил написать для него тему. Трек был назван «A Sattler Slate of Affairs/Alan for Granted/Sattler? I Barely Knew Her» (восьмой трек альбома). Над саундтреком также работали Клифф Мастерсон, Людвиг Викки и Альфонсо Касадо, а оркестровки предоставили Джефф Крайка, Кёртис Грин, Мик Джаккино и Дженнифер Диркес.

## Продвижение и релиз
Два трека длительностью в две с половиной минуты «Da Plane and Da Cycle» (15-й трек в альбоме) были выпущены эксклюзивно 25 мая 2022 года. По мнению Collider, «Джаккино сочетает свою обычную пышную оркестровку с неожиданными электронными штрихами, что делает энергичным вступление к его новой музыке к фильму. И хотя она не преклоняется перед культовой темой „Парка юрского периода“, она завершается на знакомой ноте». Альбом с 32 треками был выпущен компанией Back Lot Music в цифровом формате 3 июня 2022 года, а физический релиз в виде компакт-дисков в диджипаке — 24 июня. В отличие от цифрового альбома, в CD-релизе 10 треков были исключены из альбома, в итоге на диск попали 22 трека.

## Список треков
Вся музыка написана композитором Майклом Джаккино.
| №                   | Название                                                                           | Длительность |
| ------------------- | ---------------------------------------------------------------------------------- | ------------ |
| 1.                  | «Jurassi-logos/Dinow This»                                                         | 2:31         |
| 2.                  | «A Dinosaur in the Ranching Business»                                              | 3:08         |
| 3.                  | «It’s Like Herding Parasaurolophus»                                                | 2:46         |
| 4.                  | «Upsy-Maisie»                                                                      | 1:42         |
| 5.                  | «Clonely You/The Hunters Become the Hunted»                                        | 2:37         |
| 6.                  | «The Campfire in Her Soul»                                                         | 1:45         |
| 7.                  | «Hay of the Locusts»                                                               | 1:11         |
| 8.                  | «A Sattler State of Affairs/Alan for Granted /Sattler? I Barely Know Her»          | 2:42         |
| 9.                  | «The Wages of Biosyn»                                                              | 3:49         |
| 10.                 | «Free-Range Kidnapping»                                                            | 4:32         |
| 11.                 | «A-Biosyn' We Will Go»                                                             | 3:53         |
| 12.                 | «This Dodgson Burns Bright/The Maltese Dragons»                                    | 4:55         |
| 13.                 | «You’re So Cute When You Smuggle»                                                  | 4:27         |
| 14.                 | «In Contempt of Delacourt/Dance of the Atrociraptors»                              | 5:24         |
| 15.                 | «Da Plane and Da Cycle»                                                            | 2:35         |
| 16.                 | «You’re Making Me Feel Wu-zy»                                                      | 4:09         |
| 17.                 | «The Geneticist’s Gambit/Cicadian Rhythms»                                         | 6:14         |
| 18.                 | «Therizinosaurus Will Be Blood/Land of the Frost»                                  | 4:02         |
| 19.                 | «A Dimetrodon a Dozen»                                                             | 4:14         |
| 20.                 | «She Shoots, She Scorches»                                                         | 3:12         |
| 21.                 | «Giganotosaurus On Your Life»                                                      | 1:52         |
| 22.                 | «Ladder and Subtract/What’s Your Major Malcolm Function/Six Degrees of Evacuation» | 3:49         |
| 23.                 | «Ramsay’s the Second No More»                                                      | 2:48         |
| 24.                 | «Gotta Shut Down the Blah Blah Blah»                                               | 1:39         |
| 25.                 | «Girls Can Alpha Too»                                                              | 1:26         |
| 26.                 | «Saliva and Kicking»                                                               | 1:50         |
| 27.                 | «Wu-ing for Redemption»                                                            | 3:35         |
| 28.                 | «Battle Royale with Reprise/Six Days Seven Denouements»                            | 5:09         |
| 29.                 | «A-O-Kayla»                                                                        | 1:38         |
| 30.                 | «All the Jurassic World’s a Rage»                                                  | 2:43         |
| 31.                 | «Larry Curly and MOE»                                                              | 2:06         |
| 32.                 | «Suite, Suite Dino Revenge»                                                        | 8:59         |
| Общая длительность: | Общая длительность:                                                                | 1:47:00      |

| №                   | Название                                                                           | Длительность |
| ------------------- | ---------------------------------------------------------------------------------- | ------------ |
| 1.                  | «Jurassi-logos/Dinow This»                                                         | 2:31         |
| 2.                  | «It’s Like Herding Parasaurolophus»                                                | 2:46         |
| 3.                  | «Upsy-Maisie»                                                                      | 1:42         |
| 4.                  | «Clonely You/The Hunters Become the Hunted»                                        | 2:37         |
| 5.                  | «The Campfire in Her Soul»                                                         | 1:45         |
| 6.                  | «Hay of the Locusts»                                                               | 1:11         |
| 7.                  | «A Sattler State of Affairs/Alan for Granted /Sattler? I Barely Know Her»          | 2:42         |
| 8.                  | «The Wages of Biosyn»                                                              | 3:49         |
| 9.                  | «Free-Range Kidnapping»                                                            | 4:32         |
| 10.                 | «A-Biosyn' We Will Go»                                                             | 3:53         |
| 11.                 | «This Dodgson Burns Bright/The Maltese Dragons»                                    | 4:55         |
| 12.                 | «In Contempt of Delacourt/Dance of the Atrociraptors»                              | 5:24         |
| 13.                 | «The Geneticist’s Gambit/Cicadian Rhythms»                                         | 6:14         |
| 14.                 | «A Dimetrodon a Dozen»                                                             | 4:14         |
| 15.                 | «She Shoots, She Scorches»                                                         | 3:12         |
| 16.                 | «Giganotosaurus On Your Life»                                                      | 1:52         |
| 17.                 | «Ladder and Subtract/What’s Your Major Malcolm Function/Six Degrees of Evacuation» | 2:48         |
| 18.                 | «Gotta Shut Down the Blah Blah Blah»                                               | 3:49         |
| 19.                 | «Wu-ing for Redemption»                                                            | 1:46         |
| 20.                 | «Battle Royale with Reprise/Six Days Seven Denouements»                            | 5:09         |
| 21.                 | «All the Jurassic World’s a Rage»                                                  | 2:43         |
| 22.                 | «Suite, Suite Dino Revenge»                                                        | 8:59         |
| Общая длительность: | Общая длительность:                                                                | 1:17:00      |

## Отзывы
Саундтрек фильма «Мир юрского периода: Господство» получил смешанные отзывы критиков. Zanobard reviews поставил оценку 8/10, сказав: «Музыка Майкла Джаккино для фильма „Мир юрского периода: Господство“ закрывает музыкальную книгу культовой франшизы о динозаврах самым лучшим образом, объединяя практически весь устоявшийся тематический материал Джаккино и большую часть тематического материала Уильямса вместе с ещё большим количеством новых тем, в результате чего получается обширный оркестровый гобелен, который умудряется оставаться интересным практически на протяжении всего двухчасового хронометража, что не так-то просто». Classic FM пишет: «Напыщенный характер музыки — это то, чего мы привыкли ожидать от Джаккино, а лежащий в основе фантастический характер музыки легко переносит слушателя в этот альтернативный мир, где динозавры бегают на свободе». Filmtracks пишет: «„Мир юрского периода: Господство“ в целом настолько ритмичен, даже его усиленный экшн-материал, что он действительно не вписывается в саундтреки своих собратьев. Отрывки саспенса часто бывают обыденными и мало что делают для умного использования мелодических конструкций в конфликте. Переход к электронной роскоши в сценах погонь не является решающим фактором, но кажется ниже этой франшизы».
Скотт Мендельсон из Forbes назвал музыку Джаккино «захватывающей, особенно во время этого краткого отступления». Марк Кермод из The Guardian сказал: «Что касается композитора Майкла Джаккино, то он, кажется, знает толк в обыденности, нанизывая мотивы „пианино говорит — грустно, струны говорят — возбуждающе“ в солидно равнодушной будничной манере», а Мэтт Золлер Сэйтц
из RogerEbert.com выразил мнение, что саундтрек Джаккино «изливает зловещие арабско-африканские „экзотические“ клише».

## Чарты
| Чарт (2022)                    | Высшая позиция |
| ------------------------------ | -------------- |
| UK Soundtrack Albums (OCC)     | 42             |
| US Top Soundtracks (Billboard) | 19             |

## История релиза
| Регион   | Дата            | Формат(ы)                    | Лейбл          | Прим.  |
| -------- | --------------- | ---------------------------- | -------------- | ------ |
| Весь мир | 3 июня 2022     | Цифровое скачивание стриминг | Back Lot Music | [ 23 ] |
| Весь мир | 24 июня 2022    | Компакт-диск                 | Back Lot Music | [ 24 ] |
| Весь мир | 12 августа 2022 | Винил                        | Mondo          | [ 25 ] |